# 南施公园南站
南施公園南站位于中华人民共和国江苏省苏州市苏州工业园区金鸡湖街道中新大道東与南施街交叉口地下，是苏州地铁6号线的地铁车站，于2024年6月29日开通运营。

## 车站结构
本站为地下二层岛式车站。

### 楼层
| 1                 | 地面 | 出入口 |
| -1                | 站厅 | 售票机、客服中心、商店                                                                                                  |
| -2                | 站台 | \| \| \| ■ 6号线往苏州新区火车站（琼姬墩） \| \| 島式 · 開左邊车门 \| \| \| \| \| \| ■ 6号线往桑田岛（苏州奥体中心） \| |
|                   |      | ■ 6号线往苏州新区火车站（琼姬墩）                                                                                       |
| 島式 · 開左邊车门 |      | |
|                   |      | ■ 6号线往桑田岛（苏州奥体中心）                                                                                         |

### 出入口
| 编号                | 指示             | 图片 |
| ------------------- | ---------------- | ---- |
| 1 · 出口            | 中新大道东       |      |
| 2 · 出口 · （设有） | 南施街、琼姬路   |      |
| 3 · 出口            | 南施街、南施公园 |      |
| 4 · 出口 · （设有） | 南施街           |      |
| 图例： 设有         |                  |      |